# ソユーズ10号
ソユーズ10号（ロシア語: Союз 10, Soyuz 10）はソ連の有人宇宙船。世界初の宇宙ステーション、サリュート1号へのドッキングを試みるが失敗し、ステーションに入ることなく地球に帰還した。

## ミッション
ソユーズ10号は1971年4月23日に打ち上げられた。ウラジーミル・シャタロフ、アレクセイ・エリセーエフ、ニコライ・ルカビシュニコフの3名をステーションまで送り届けたが、ドッキングには成功しなかった。ソユーズは物理的にサリュートへ結合したものの、宇宙飛行士らが安全にステーションに入れる状態にはならなかった。さらにソユーズのハッチがサリュートから抜けなくなってしまった。
最終的にソユーズをサリュートから切り離すことができたが、大気圏突入時にさらに問題が生じた。カプセル内部に有毒なガスが流れ込み、ルカビシュニコフが一時意識を失った。カプセルはカラガンダ北西120kmに着陸し、3人は無事に回復した。

## 搭乗員
- コマンダー: ウラジーミル・シャタロフ（3）
- フライトエンジニア: アレクセイ・エリセーエフ（3）
- テストエンジニア: ニコライ・ルカビシュニコフ（1）

### 支援搭乗員
- コマンダー: アレクセイ・レオーノフ
- フライトエンジニア: ワレリー・クバソフ
- テストエンジニア: Pyotr Kolodin

### 予備搭乗員
- コマンダー: ゲオルギー・ドブロボルスキー[1]
- フライトエンジニア: ウラディスラフ・ボルコフ[1]
- テストエンジニア: ビクトル・パツァーエフ[1]

## ミッション情報
- 重量: 6800kg
- 近地点: 209km
- 遠地点: 258km
- 軌道傾斜角: 51.6°
- 周期: 89.1 分